# Font Clara
|  | No s'ha de confondre amb Fontclara. |

La Font Clara, o Font de Ca l'Olivella, és una font del nucli de Lavern, al municipi de Subirats, comarca de l'Alt Penedès. L'espai natural estava dividit entre les antigues propietats de Can Milà de la Roca i Ca l'Olivella. La font és enmig d'una petita cinglera de 5-7 m d'alçada. La paret natural està plena de concavitats en forma de cova i una zona humida amb molta vegetació. Quan plou aquesta cinglera esdevé una cascada natural espectacular. La font pròpiament dita està situada en un cos pla de maons enganxats a la paret de 2,40 m d'alçada i 1,10 m d'amplada. L'aigua raja a través d'una aixeta moderna on abans hi rajava de manera natural. L'espai està arranjat amb murs de pedra de poca alçada (més o menys 1 metre) que serveixen per canalitzar l'aigua quan hi ha pujades del curs fluvial que passa en direcció a la riera de Lavernó. L'espai està cobert per plataners de mida gran i algunes espècies de ribera que segueixen la riera. La zona està adaptada per rebre visitants amb una taula amb bancs i una paperera. A pocs metres hi ha una bassa rodona de pedra lligada amb ciment modern (Antic safareig del poble). S'hi celebra un pessebre vivent pels volts de Nadal.

## Història
D'aquesta font hi ha documentació que data de l'any 1756. L'actual construcció data de l'any 1913, quan el Senyor Pere J. Maristany, comte de Lavern, realitzà les obres amb la finalitat de "recoger mejor las aguas y las dos balsas cerca de la fuente", així com per "tratar de aumentar el caudal del agua y la mejor forma de su captación".
La Font Clara o Font de Ca l'Olivella havia estat propietat dels Olivella de Lavern, tal com consta en documentació que, a causa del propòsit del comte de Lavern de condicionar la font i portar l'aigua a diferents nuclis de Lavern, es va redactar per a testificar la propietat de la font per part de la família Olivella.